# New Forest (district)
New Forest este un district ne-metropolitan din Regatul Unit, situat în comitatul Hampshire din regiunea South East, Anglia.

## Orașe din district
- Fordingbridge
- Lymington
- Lyndhurst
- New Milton
- Ringwood
- Totton and Eling

## Vedeți și
1. ↑   https://ons.maps.arcgis.com/home/item.html?id=a79de233ad254a6d9f76298e666abb2b Lipsește sau este vid: |title= (ajutor)